# Altopiano di Markham
L'altopiano di Markham è un altopiano completamente ricoperto dai ghiacci situato nella parte sud-occidentale della Dipendenza di Ross, in Antartide. In particolare, l'altopiano si trova nella parte centro-settentrionale dei monti della Regina Elisabetta, nell'entroterra della costa di Shackleton, e si estende per circa 19 km da nord a sud. All'estremità settentrionale dell'altopiano, la cui altezza varia tra i 3000 e i 3400 m s.l.m., sono presenti le due vette del monte Markham, che con i suoi 4350 m di altezza è il monte più alto dell'intera catena montuosa della Regina Elisabetta; dai versanti dell'altopiano Markham, poi, partono diversi ghiacciai, tra cui l'Otago, che si dirige a nord, il Kent, diretto verso est, e il Cornovaglia, che si dirige verso sud-est.

## Storia
L'altopiano di Markham è stato scoperto dalla spedizione Discovery negli anni 1901-04 ed è stato mappato da membri dello United States Geological Survey (USGS) grazie a fotografie aeree scattate dalla marina militare statunitense nel periodo 1960-62, infine è stato così battezzato dal Comitato consultivo dei nomi antartici in associazione con il monte Markham, a sua volta così chiamato in onore di sir Clements Markham, organizzatore della suddetta spedizione Discovery.